# David Rodríguez González
David Rodríguez González (Oliana, Lérida, 1967) es un político español, alcalde de Solsona (Lérida) desde enero de 2010.
Está casado y tiene dos hijos. Es técnico superior en Administración de sistemas informáticos y ha sido, hasta su acceso a la alcaldía de Solsona, responsable de almacenamiento de matrices.

## Carrera política
David Rodríguez es militante de Esquerra Republicana de Catalunya desde 2002. Entre 2003 y 2010 ejerció de secretario de organización de este partido en la comarca del Solsonés.
Fue candidato a concejal en las elecciones municipales de Solsona el año 2003 ocupando el quinto lugar de la lista de ERC. A las elecciones del Parlamento de Cataluña del 2006, se presentó como candidato a diputado por la circunscripción de Lérida en el puesto número diez de la lista de su partido.
El 2007 se presentó a las elecciones municipales de Solsona en el tercer lugar de la candidatura de Esquerra Republicana de Catalunya - Acord Municipal, siendo escogido concejal del Ayuntamiento de Solsona.
Desde entonces fue concejal delegado de Salud, Acción Social y Comunicación del Consistorio de Solsona, hasta su elección como alcalde.
También fue consejero del Consejo Comarcal del Solsonés de 2007 a 2010.

## Acceso a la alcaldía
Fue escogido alcalde de Solsona por el Pleno Municipal el 23 de enero de 2010, fruto de la vacante producida por la defunción de su antecesor y compañero de partido Xavier Jounou.
Su elección comportó también la remodelación del Equipo de Gobierno municipal, que quedó del modo actual:
| Equipo de Gobierno (2010-2011)    | Cargo |
| --------------------------------- | --- |
| David Rodríguez González (ERC)    | Alcalde, Presidente del Ayuntamiento y concejal de Parques y Jardines, Servicios Funerarios y Brigada Municipal |
| Martí Abella Pere (El Comú)       | Primer Teniente de Alcalde y concejal de Participación Ciudadana y Servicios de Urbanismo e Infraestructuras    |
| Josep Caelles Subirana (PSC)      | Segundo Teniente de Alcalde y concejal de Gobernación y Promoción Económica y Turismo                           |
| Salvi Nofrarias Bellvehí (ERC)    | Tercer teniente de Alcalde y concejal de Hacienda, Administración y Deportes                                    |
| Encarnació Tarifa Fernández (PSC) | Cuarta Teniente de Alcalde y concejal de Educación y Políticas de Igualdad                                      |
| Sara Alarcón Postils (ERC)        | Concejal de Cultura y Joventud                                                                                  |
| Clara Agut Vilaró (ERC)           | Concejal de Acción Social, Salud y Comunicación                                                                 |
| Jordi Fraxanet Nadal (El Comú)    | Concejal de Medio Ambiente y del Vinyet                                                                         |